# Victor Franz Hess
Victor Franz Hess (Deutschfeistritz (Estíria), Imperi Austrohongarès, 1883 – Mount Vernon, EUA, 1964) fou un físic i professor universitari austríac, nacionalitzat estatunidenc, que investigà problemes relacionats amb la desintegració radioactiva, i fou guardonat amb el Premi Nobel de Física l'any 1936.

## Biografia

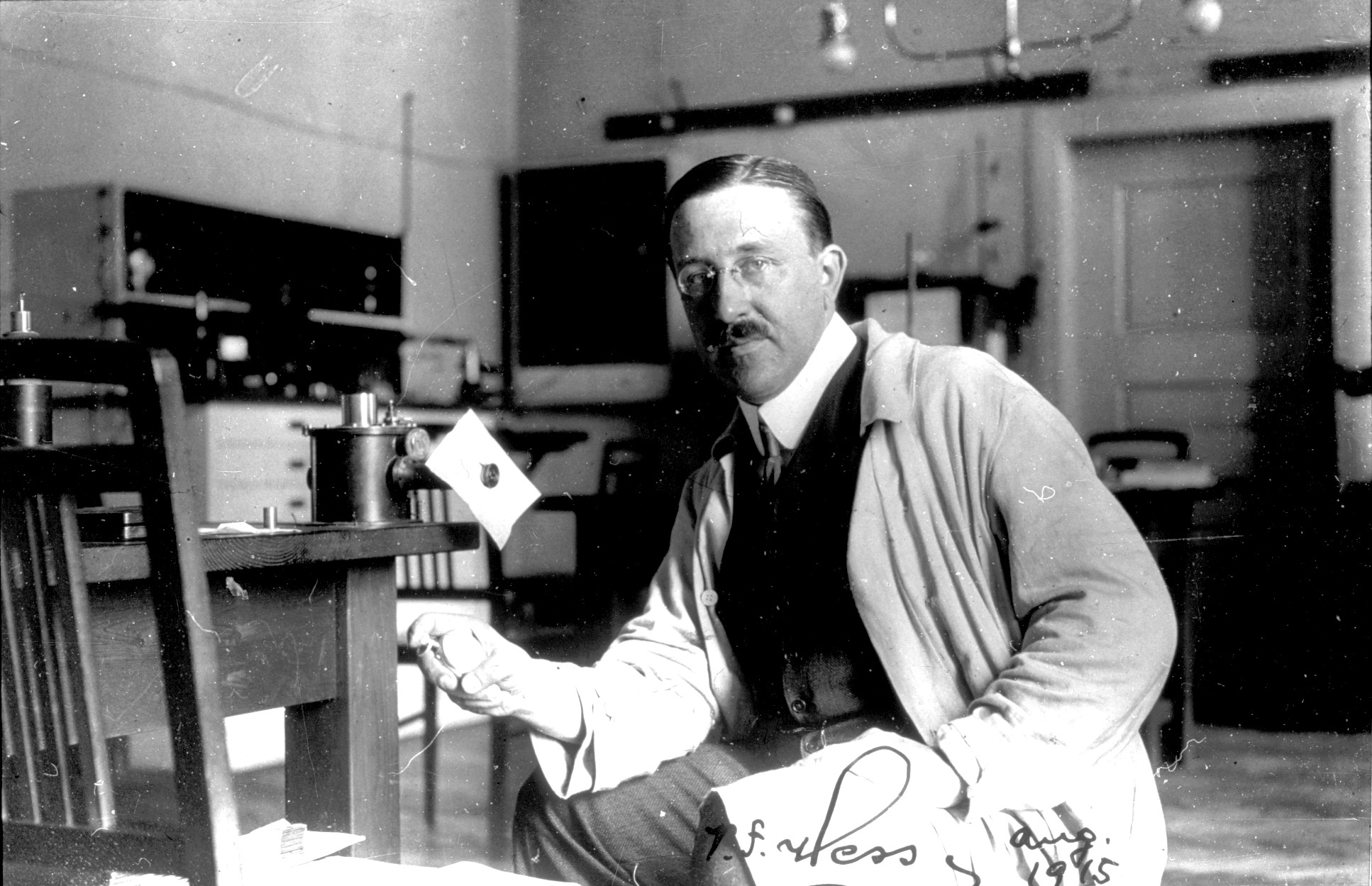
Victor Hess el 1915

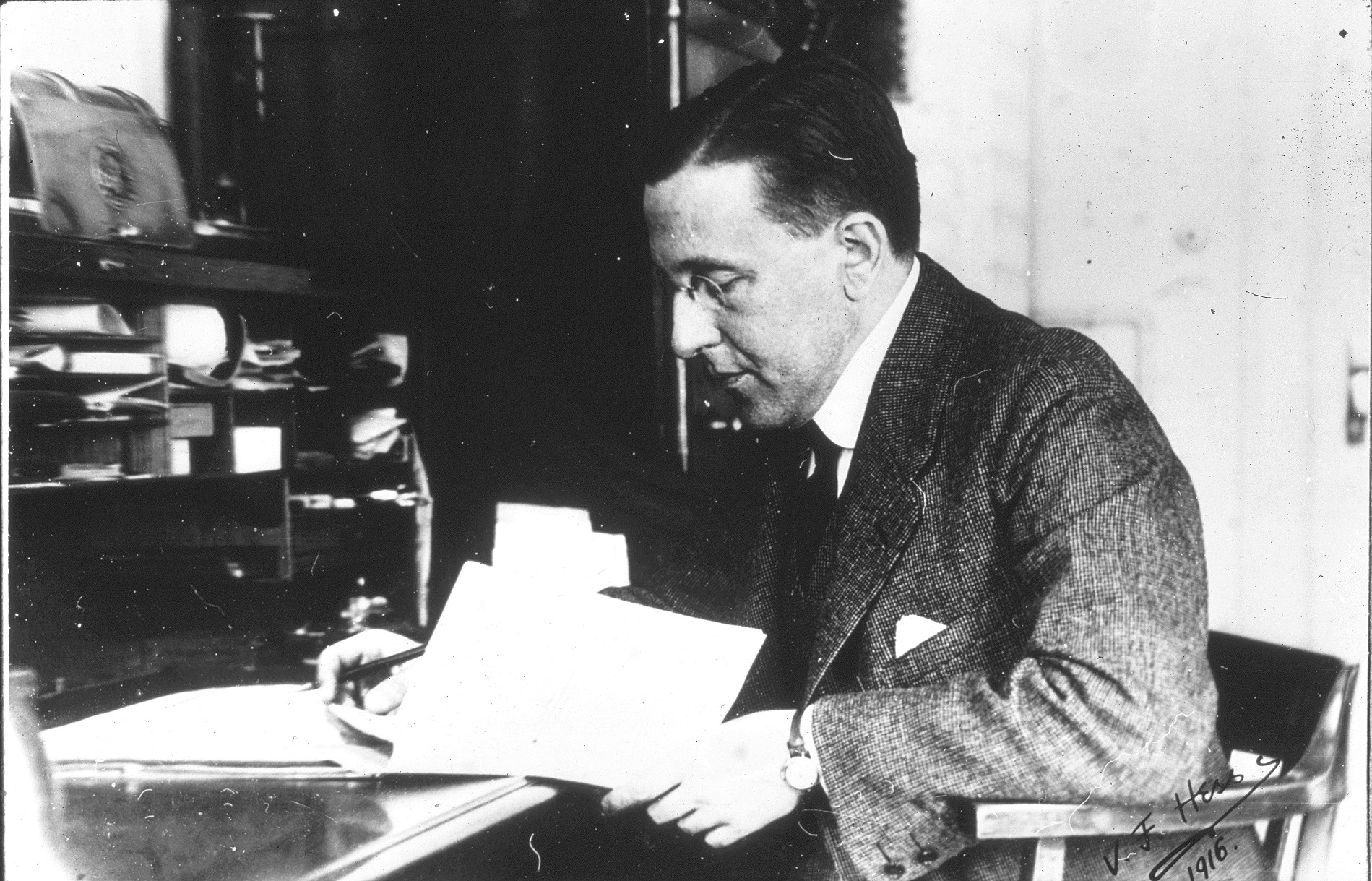
Victor Hess el 1916

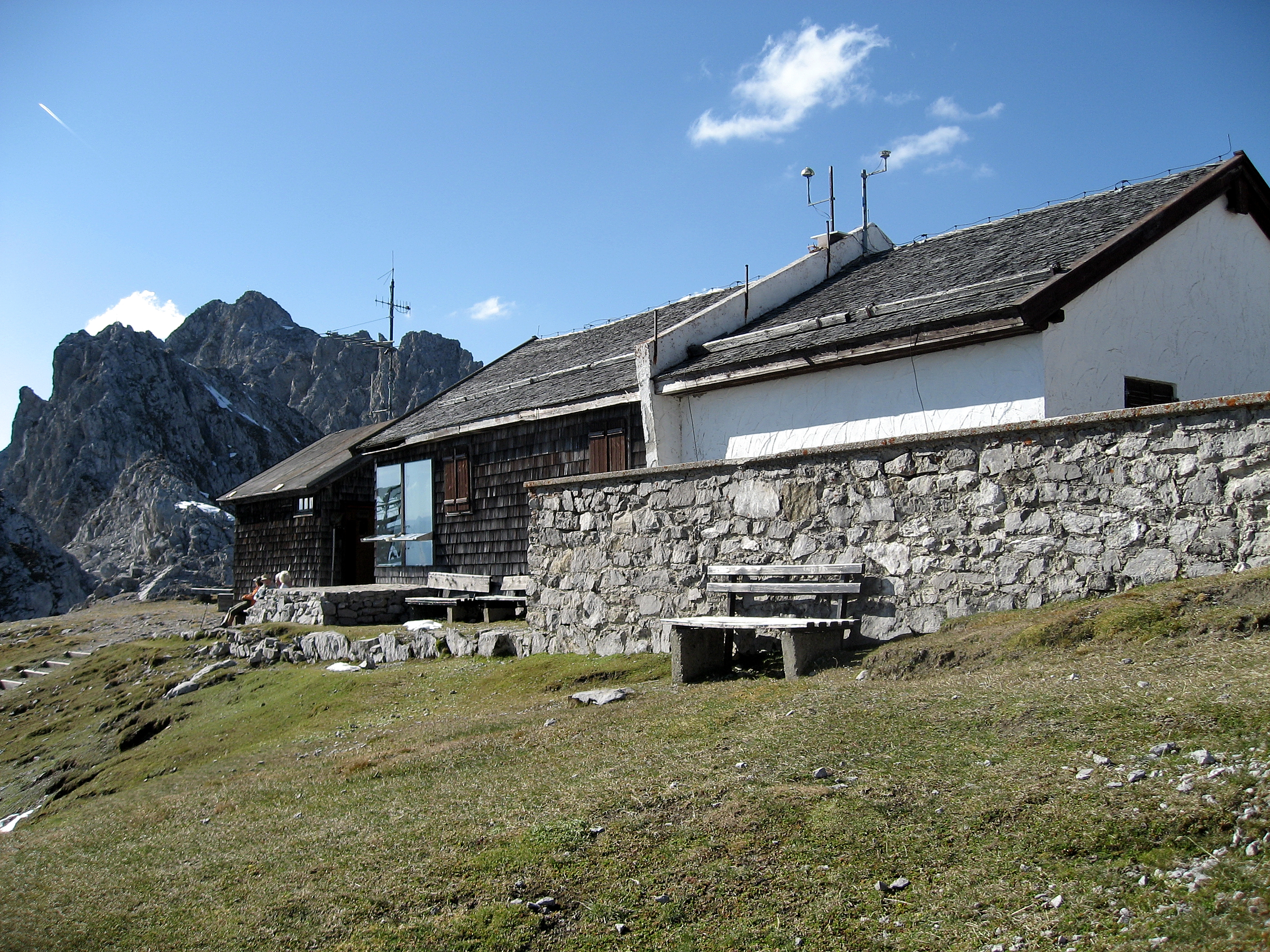
Edifici central: l'estació de mesura a Hafelekar d'Innsbruck

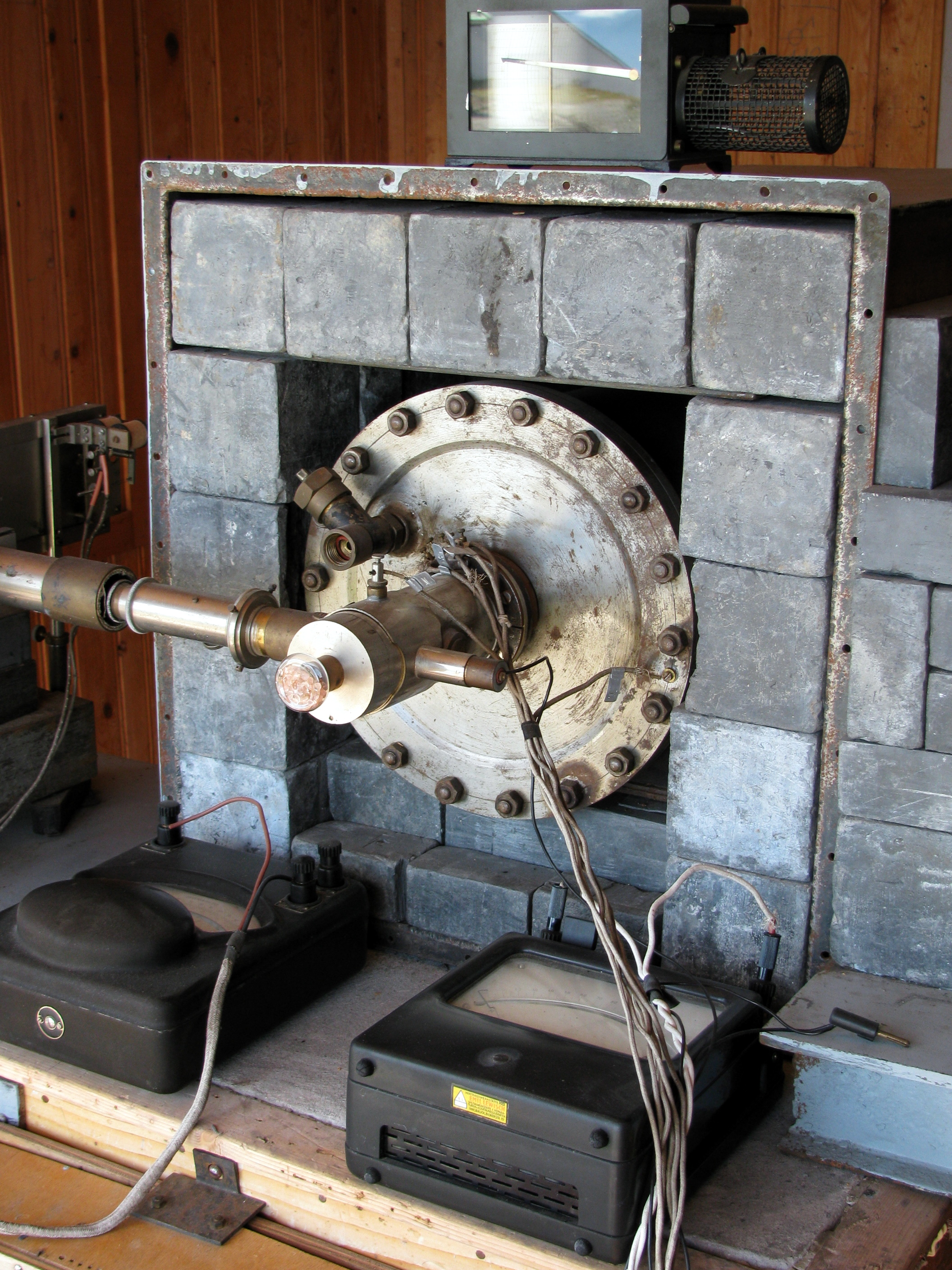
Aparell original de Steinke al Hafelekar per mesurar els raigs còsmics

Nascut el 24 de juny de 1883 al castell de Waldstein, a Deutschfeistritz (Estíria), que en aquells moments formava part de l'Imperi Austrohongarès i avui dia és a Àustria, Hess era fill de Vinzenz Heß, forestal inicialment al servei de Karl Anselm Kraft, príncep d'Oettingen-Wallerstein, i finalment conseller forestal i director del domini de Karl Heinrich Graf Bardeau. La seva mare era Seraphine Großbauer Edle von Waldstätt, filla del professor forestal Franz Großbauer Edler von Waldstätt. Hess va rebre tota la seva educació a Graz - de 1893 a 1901 a l'escola secundària, després a la Universitat Karl Franzens, on es va doctorar el 1906 Sub auspiciis Imperatoris.
El 1906 i el 1907 va treballar a l'Institut Mineralògic de la Universitat de Viena. De 1908 a 1920 va ocupar la càtedra honorífica de física mèdica a la Universitat de Medicina Veterinària de Viena. El 1937 va rebre el doctorat honoris causa d'aquesta universitat.
Del 1910 al 1920, després d'un breu període, va treballar al 2n Institut de Física de la Universitat de Viena, on Egon Schweidler el va presentar als últims descobriments en el camp de la radioactivitat, i al recentment fundat Institut per a la Investigació del Radi de l'Acadèmia Austríaca de Ciències com a assistent de Stefan Meyer. Durant la Primera Guerra Mundial, Hess va dirigir el departament de raigs X d'un hospital de reserva.
Durant una de les seves ascensions en globus, que el va portar des d’'Aussig a Bohèmia fins a Pieskow a Brandenburg, Hess va descobrir el 7 d'agost de 1912 els raigs còsmics, que encara anomenava radiació còsmica. Es referia a les dades inèdites (ja que se sospitava un error de mesura) del físic Karl Bergwitz, que ja les havia registrat el 1908. Va publicar el descobriment al Physical Journal.
El 1919 Hess va ser nomenat professor associat a la Universitat de Graz, i poc temps després va treballar als EUA durant dos anys, on va treballar, entre altres coses, en l'ús mèdic del radi. De tornada a Graz, però, a causa de la manca de recursos financers, es va centrar principalment en l'electricitat atmosfèrica. Des de 1931 com a professor a la Universitat d'Innsbruck, va dirigir l'Institut de Radiologia de recent creació, però va haver de sotmetre's a una amputació del polze i a una operació de la laringe a causa de les cremades de radi que va patir a Viena (per forta exposició local a la Radiació ionitzant sobre el teixit corporal). L'estació de mesura de Hafelekarspitze a Innsbruck per a l'observació dels raigs còsmics va ser fundada per iniciativa seva.
De 1934 a 1938 va ser representant de la ciència al Consell Federal de la Cultura de l'anomenat estat corporatiu.
El 1936, Hess va rebre el Premi Nobel de Física juntament amb Carl David Anderson pel treball que va portar al descobriment dels raigs còsmics a Viena el 1912. El 1937 va ser novament nomenat a la Universitat Karl Franzens de Graz.
Com a persona de mentalitat cosmopolita i catòlic actiu, Hess va manifestar el seu rebuig al nacionalsocialisme. Després de l'annexió d'Àustria al Reich alemany, Hess va ser detingut breument. El 28 de maig de 1938, a l'edat de 55 anys, va ser inicialment jubilat temporalment i finalment va ser acomiadat sense previ avís i sense dret a pensió el setembre de 1938. També es va veure obligat a canviar els diners del Premi Nobel que havia rebut i invertit a Suècia per bitllets del Tresor del Reich alemany. El mateix any va emigrar amb la seva dona jueva als EUA, on va continuar la seva feina a la Universitat de Fordham a Nova York. El 1944 va rebre la ciutadania estatunidenca. Després de la Segona Guerra Mundial va viatjar diverses vegades a Viena i Innsbruck. Un cop establert als Estats Units, fou professor de física a la Universitat de Fordham.
Franz Hess es morí el 17 de desembre de 1964 a la població de Mount Vernon, a l'estat estatunidenc de Nova York. Hess està enterrat al cementiri Mount Calvary de White Plains, Nova York.

## Recerca científica
Durant la seva estada a la ciutat d'Innsbruck, va dirigir l'Institut d'Investigacions de la Radiació i, l'any 1931, va crear un observatori de raigs còsmics als Alps tirolesos. De les seves observacions, introduint aparells de mesura en globus sonda, va deduir que la intensitat dels raigs còsmics augmenta amb l'altitud, que el seu nombre varia amb la latitud i que són un 1,5% més intensos durant el dia que la nit.
Així mateix, també va estudiar la radioactivitat terrestre, la conductivitat elèctrica i l'equilibri d'ionització de l'atmosfera.
L'any 1936 fou guardonat, juntament amb Carl David Anderson, tot i que per motius diferents, amb el Premi Nobel de Física pel descobriment de la radiació còsmica.

## Raigs còsmics
C. T. R. Wilson va notar el 1900 que fins i tot en els millors recipients aïllats, l'aire es converteix en conductor elèctric. Si es col·loca un electroscopi al recipient, la tensió elèctrica entre les làmines de l'electroscopi disminueix lleugerament. El corrent elèctric, que flueix per l'aire, està associat a la producció contínua d'ions carregats elèctricament. Aquest fenomen es va interpretar com a substàncies radioactives a l'aire i al terra que envien raigs penetrants, que divideixen les molècules d'aire en ions i el converteixen en conductor. El 1907 E. Rutherford i Cook realment van trobar substàncies radioactives a l'aire, la qual cosa va donar suport a la hipòtesi de l'origen terrestre dels raigs que ionitzen l'aire. Les quantitats de substàncies radioactives a l'aire eren massa petites per explicar tota la força de la ionització i, per tant, s'havia de suposar que els raigs penetrants tenien la seva font principal al sòl.
Tanmateix, alguns altres fets anaven en contra de la hipòtesi de l'origen terrestre dels nous raigs. Així, la força (intensitat) dels raigs és la mateixa sobre la superfície del mar i la terra, encara que l'aigua conté una quantitat insignificant de substàncies radioactives. El descobriment de Goeckel el 1910 va donar un nou impuls a la investigació de nous raigs, que a una alçada de 4.000 m sobre el nivell del mar encara es poden observar els raigs, que s'ionitzen fortament. El 1912 i el 1913, V. F. Hess va llançar globus amb dispositius per mesurar la ionització a una alçada de 5.000 m sobre el nivell del mar i va determinar clarament que la ionització efectivament disminueix en els primers centenars de metres, però després la força de l'aire augmenta a mesura que el globus puja. La troballa de Hess va ser confirmada per les proves molt sistemàtiques de Kohlherster a partir de 1914. Va mesurar fins al 1919 que la ionització a una alçada de 9.000 m sobre el mar és 10 vegades més gran que sobre la superfície de la terra. En un recipient tancat, els raigs produeixen a una alçada de 9.000 m 100 parells d'ions per cm³, mentre que sobre la superfície del mar només 10 parells d'ions per cm³. D'aquests, 8 parells d'ions van ser produïts per substàncies radioactives prop de la superfície del mar, i aquesta quota disminueix quan es mou cap amunt. L'origen dels raigs, que causen ionització, no pot ser la Terra. Aquests raigs, com afirmava Hess, provenen de l'espai. Des de llavors, s'han anomenat raigs còsmics.
Immediatament es van crear diverses hipòtesis sobre la naturalesa dels raigs còsmics. Molts consideraven que eren ones electromagnètiques de longituds d'ona extremadament curtes. El punt d'inflexió va arribar el 1927 quan Skobeltsin va descobrir electrons en els raigs còsmics. Una cambra de Wilson pot estar envoltada de làmines de plom tan gruixudes que només poden penetrar els raigs còsmics. A la cambra de Wilson, s'observen electrons corrent a velocitats enormes. Les energies dels electrons dels raigs còsmics són moltes vegades més altes que l'energia dels electrons de raigs beta ràpids. Les seves velocitats són força properes a la velocitat de la llum. El nombre de partícules dels raigs còsmics no és molt gran.
L'impuls de força d' una partícula carregada elèctricament es pot mesurar traçant el seu camí a la cambra de Wilson amb un imant fort. Hi ha una relació entre el moment de la partícula, el radi del seu recorregut i el camp magnètic:
{\displaystyle p={\frac {e}{c}}\cdot r\cdot H}
Per a partícules tan ràpides, hi ha una relació lineal simple entre l'energia i el moment:
{\displaystyle E=c\cdot {\sqrt {m^{2}\cdot c^{2}+p^{2}}}\approx c\cdot p}
En mesurar el radi de la trajectòria de la partícula, dona directament l'impuls i, segons aquesta relació, l'energia. Skobeltsin va observar partícules amb una energia superior a 15.000.000 eV. Patrick Blackett va mesurar energies més de 20.000 MeV. El valor mitjà de l'impuls de les partícules a la superfície del mar és de 3.000 M/eV/c.
L'examen dels raigs còsmics també va portar al descobriment dels positrons. Hi ha tants positrons com electrons en els raigs còsmics. Aquesta simetria de càrrega positiva i negativa és completament desconeguda en les nostres circumstàncies terrestres normals. És cert que els positrons posteriors també es van observar en conversions beta-radioactives produïdes artificialment, però no vénen com a material de construcció de la nostra matèria terrestre. En els raigs còsmics, els positrons tenen el mateix significat que els electrons; a més, superen lleugerament el nombre d'electrons.
A més dels electrons i positrons, també s'observen ones electromagnètiques de longitud d'ona molt curta en els raigs còsmics. Aquestes longituds d'ona poden ser mil vegades més petites que les longituds d'ona dels raigs gamma de les substàncies radioactives.
Quan els electrons i els positrons ràpids travessen l'atmosfera, actuen sobre els àtoms de l'atmosfera amb les seves forces elèctriques. Els nuclis atòmics són tan pesats que pràcticament romanen en repòs. En canvi, els electrons lleugers dels àtoms reben acceleracions elevades i es separen dels seus nuclis atòmics. Al llarg dels seus camins, partícules carregades elèctricament d'alta energia deixen una gran quantitat d'ions. Un electró ràpid mitjà perd aproximadament 32 e d'energia per produir un ió. Una partícula de càrrega ràpida produeix a l'aire a temperatura i pressió normals un recorregut d'1 cm uns 80 parells d'ions. La pèrdua d'energia d'un electró ràpid és 1 cm:
{\displaystyle 80\cdot 32\,\,{\mbox{eV}}=2560\,\,{\mbox{eV}}}
Si l'atmosfera tingués una densitat constant com la de la superfície terrestre, donaria una capa de 8 cm d'alçada. Un electró ràpid, que travessa tota l'atmosfera, perd energia a causa de la ionització:
{\displaystyle 2\,560\cdot 800\,000\,\,{\mbox{eV}}=2\cdot 10^{9}\,\,{\mbox{eV}}}
Un electró que travessés tota l'atmosfera hauria de tenir almenys una energia d'uns 2.000 MeV. De fet, aquest límit inferior s'ha de considerar encara més alt, perquè l'electró perd energia també a través d'altres processos.
Quan un electró ràpid dels raigs còsmics s'acosta molt a un electró d'una molècula d'aire, l'empeny fortament cap endavant. Juntament amb l'electró primari, també n'hi ha de secundaris. L'electró secundari torna a provocar la ionització. Per tant, l'honització total del feix és causada per electrons primaris, secundaris i terciaris. El nombre anteriorment donat de 80 ions per 1 cm2 es refereix a la ionització total.
La ionització significa pèrdua permanent i gradual d'energia dels raigs còsmics. Provoca l'absorció gradual dels raigs còsmics. Si la ionització fos l'únic factor, la força (intensitat) dels raigs còsmics augmentaria contínuament amb l'alçada. Tanmateix, els experiments mostren que els raigs còsmics assoleixen la seva màxima intensitat als 17 anys. A aquesta alçada, la força dels raigs còsmics és aproximadament 40 vegades més gran que sobre la superfície del mar. Com més amunt l'altitud, la força dels raigs còsmics disminueix, fins que a les altituds més altes es manté en un valor còsmic constant.
Els raigs còsmics sempre contenen un nombre considerable de protons i neutrons ràpids. El seu nombre augmenta amb l'alçada, de la mateixa manera que augmenta el nombre d'electrons i positrons. El nombre de neutrons supera significativament el nombre de protons. Això queda clar si es té en compte que els neutrons no tenen càrrega elèctrica i són poc absorbits per l'atmosfera. Els neutrons, així com la part principal dels protons, que s'observen a les capes inferiors de l'atmosfera, no són partícules primàries dels raigs còsmics. Els raigs còsmics, que travessen l'atmosfera, trenquen els nuclis atòmics i arrosseguen totes les seves partícules amb ells. Aquest trencament d'un nucli atòmic per part d'una partícula còsmica es pot veure a la cambra de Wilson. Des del lloc on la partícula del raig còsmic va colpejar el nucli emergeixen rastres, alguns dels quals certament pertanyen als protons.